# Habgier (Wohmann)

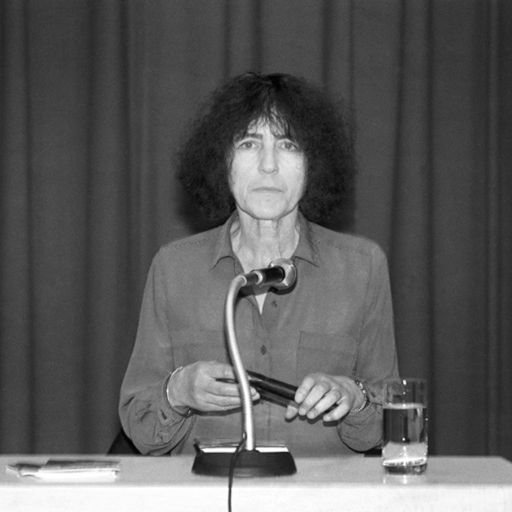
Gabriele Wohmann (1992)

Habgier ist eine kleine Erzählung von Gabriele Wohmann aus dem Jahr 1964, die 1972 in der Kurzgeschichtensammlung Alles für die Galerie im Aufbau-Verlag Berlin erschien.
Der Text ist auf die Pointe hin geschrieben: Nicht jeder Bibelspruch sollte wörtlich genommen werden.

## Inhalt
Die Ich-Erzählerin – Mutter von fünf Kindern – schaut zu ihrem Ehemann auf. Beide haben die Erziehung ihrer Sprösslinge im Griff. Sogar die zahlreiche Verwandtschaft wird indirekt in dieses Entwicklungsvorhaben einbezogen. Wenn ein Kind – wie hier der Sohn Kurt – konfirmiert werden soll, stimmen die Eltern telefonisch ab, wer welches Geschenk beitragen soll. Kinderlose Verwandte halten sich an die Vorgaben der anrufenden Eltern: die meisten schenken willig und besonders großzügig, doch einzelne sträuben sich und bringen ein nicht abgestimmtes Geschenk.
Egal – was auch geschenkt wird: Hauptsache, es sind Werte. Die Kinder danken es den Eltern; sie nehmen die Geschenke in Besitz. Kurt allerdings tanzt während der Feier seiner Konfirmation unter den Augen der Verwandtschaft aus der Reihe. Der Konfirmand wirft seine schönen Geschenke allesamt mit Getöse aus dem Wohnzimmerfenster. Globus und goldene Uhr zerschellen auf dem gefliesten Hof. Vorher zerfetzte papierne Geschenke – ein Nachschlagewerk und Bargeld – fliegen als Schnipsel hinterher.
Kurt wird nach diesem Lapsus nun wohl außerhalb der Familie weitererzogen werden müssen. Das wird Geld kosten! Die Mutter versteht ihren Jungen nicht und gibt dem Pfarrer mit seinem unpassenden Konfirmationsspruch die Schuld. Danach sagt Jesaja sinngemäß: Schändlichen Gewinn sollst du hassen und Geschenke verschmähen. Dann wird alles gut.

### Erstausgabe
- Habgier. S. 86–96 in Gabriele Wohmann: Alles für die Galerie. Erzählungen. Mit einer Nachbemerkung von Günther Cwojdrak. 163 Seiten. Aufbau-Verlag, Berlin 1972, ohne ISBN (enthält noch: Eine Okkasion. Die Klavierstunde. Die Schwestern. Zu Besuch. Trinken ist das Herrlichste. Denk immer an heut nachmittag. Alberts Programm. Antrittsrede. Hamster, Hamster! Verjährt. Ablenkung. Sonntag bei den Kreisands. Wenn der Wolf geht. November paßt. Die Bütows)

### Verwendete Ausgabe
- Gabriele Wohmann: Habgier. Erzählungen. 93 Seiten. Piper, München 1993 (Serie Piper Bd. 1666), ISBN 3-492-11666-3 (enthält noch: Kompakt. Vor dem Tode. Der alte Mann. Wachsfiguren. Das Boot kommt zurück. Antrittsrede. Die Antwort. Ein netter Kerl. Nur keine Aufregung)